# Dili (gemeente)
Dili is een gemeente van Oost-Timor. Er wonen in de gemeente 167.777 mensen (2004). De hoofdstad van de gemeente is Dili, tevens de hoofdstad van het land. Hier wonen ook de meeste mensen van de gemeente.
Dili is wat oppervlakte betreft de kleinste gemeente van Oost-Timor, maar wel de gemeente met de meeste inwoners. Dili ligt aan de noordkust van het land, aan de Sawuzee. Het eiland Atauro dat tegenover de hoofdstad ligt, is een posto administrativo van Dili.
Dili is het economische en politieke centrum van het land.
Naast het Portugees en Tetun, wordt er in de gemeente ook Mambai gesproken.